# Olga Jaschina
Olga Jaschina (russisch Ольга Яшина; * 17. April 1986) ist eine ehemalige russische Skilangläuferin.

## Werdegang
Jaschina startete zu Beginn der Saison 2007/08 in Krasnogorsk erstmals im Skilanglauf-Eastern-Europe-Cup und kam dabei auf den 44. Platz über 10 km klassisch. Im weiteren Saisonverlauf errang sie drei Platzierungen in den Punkterängen und belegte zum Saisonende den 43. Platz in der Gesamtwertung. Im Skilanglauf-Weltcup debütierte sie im Februar 2015 in Rybinsk. Dabei belegte sie beim Freistil-Sprint den 30. Platz und sammelte damit einen Weltcup-Punkt. Für sie blieb es bei diesem einzigen Weltcupstart und zum Saisonende belegte sie in der Saison 2014/15 im Gesamtweltcup den 115. Platz. Im Februar 2016 erreichte sie beim Eastern-Europe-Cup in Syktywkar mit dem achten Platz über 10 km Freistil und dem achten Rang im Sprint ihre ersten Top-Zehn-Platzierungen im Eastern-Europe-Cup.
2021 trat sie letztmals bei einem internationalen Wettkampf an.